# Quibocolo
Quibocolo – miasto w Angoli, w prowincji Uíge.